# Cremnomys
Cremnomys är ett släkte av däggdjur. Cremnomys ingår i familjen råttdjur.

## Beskrivning
Dessa gnagare liknar indiska mjukpälsråttor (Millardia) men har en längre svans och en längre femte tå vid bakfoten. Arterna når en kroppslängd (huvud och bål) av 107 till 149 mm och en svanslängd av 141 till 196 mm. Pälsen har på ovansidan en brun- eller gråaktig färg och undersidan är ljusgrå till vitaktig. Svansen är enfärgad eller mörk på ovansidan och ljus på undersidan.
Cremnomys förekommer i Indien och Sri Lanka. De vistas i klippiga regioner och vilar i bergssprickor. Honor föder två till åtta ungar per kull, vanligen fyra.
IUCN listar Cremnomys elvira som akut hotad (CR) och de andra två som livskraftig (LC).

## Systematik
Arter enligt Catalogue of Life:
- Cremnomys blanfordi
- Cremnomys cutchicus
- Cremnomys elvira

Wilson & Reeder (2005) och IUCN listar Cremnomys blanfordi i ett eget släkte, Madromys.